# Perycyty
Perycyty – odmiana niezróżnicowanych mezenchymatycznych komórek macierzystych.
Leżą wzdłuż naczyń krwionośnych, otaczając z zewnątrz śródbłonek, z którego komórkami tworzą połączenia szczelinowe.

## Budowa
Wrzecionowate komórki z 2 głównymi wypustkami skierowanymi zgodnie z długą osią naczynia krwionośnego, od których odchodzą liczne, regularnie rozmieszczone wypustki drugorzędowe. Cytoplazma perycytów zawiera umiarkowaną ilość organelli, wypustki obfitują w mikrofilamenty aktynowe związane z białkami (miozyną i tropomiozyną), dzięki czemu zawdzięczają właściwości kurczliwe. Perycyty otoczone są własną blaszką podstawną, która w miejscu styku z komórkami śródbłonka zlewa się z blaszką podstawną tych komórek.

## Funkcje perycytów
- Uczestniczą w regulacji przepływu krwi przez naczynia.
- Syntetyzują składniki substancji międzykomórkowej.
- Podczas rozwoju, naprawy uszkodzeń mogą różnicować się w inne komórki (np. fibrocyty, chondroblasty, osteoblasty).